# 19927 Rogefeldt
19927 Rogefeldt este o planetă minoră (asteroid), cu un diametru de 6,711 km, din centura de asteroizi. A fost descoperită pe 16 martie 1980 la Observatorul La Silla de Claes-Ingvar Lagerkvist⁠(d). 
Obiectul prezintă o orbită caracterizată de o semiaxă mare de 3,1121569 UAi, o excentricitate de 0,09, o înclinație de 8,84576 ° în raport cu ecliptica.